# Leucopogon paradoxus
Leucopogon paradoxus är en ljungväxtart som beskrevs av Hislop. Leucopogon paradoxus ingår i släktet Leucopogon och familjen ljungväxter. Inga underarter finns listade i Catalogue of Life.